# 順天堂大学医学部附属順天堂医院
順天堂大学医学部附属順天堂医院（じゅんてんどうだいがくいがくぶふぞくじゅんてんどういいん、英語: Juntendo University Hospital）は、東京都文京区本郷3-1-3にある医療機関。学校法人順天堂が運営する病院であるが、診療所の名称として用いられることの多い「医院（醫院）」という呼称を開院以来一貫して用いている。特定機能病院の承認を受けている。外来患者数は2019年3末迄の1年間に1日平均4459人。
順天堂大学本郷キャンパスの一部を構成し、1号館とB棟は4車線の道路（文京区道836号）が隔てているため、構内の上空通路及び歩道橋で繋がっている。

## 沿革
- 1873年（明治6年）2月2日、順天堂の2代目堂主佐藤尚中が下谷練塀町で順天堂醫院を開院。
- 1875年（明治8年）4月3日、現在の湯島の地に移転。
- 1906年（明治39年）モルタル造3階建ての新病棟が完成。
- 1923年（大正12年）9月1日の関東大震災で被災し、建物を喪失。
- 1927年（昭和2年）旧本館が竣工。
- 1964年（昭和39年）11月7日、日本で最初に集中治療室:ICUを設置。
- 1993年（平成13年）10月12日、旧本館を更新し現在の1号館が開院。同年12月1日、特定機能病院の承認。
- 2015年（平成27年）12月12日、大学病院の本院として日本で初めてJCI(Joint Commission International)の認証取得。
- 2020年3月24日、国際水準の臨床研究や医師主導治験の中心的役割を担うことを目的として臨床研究中核病院の承認[1]。

- 現在病棟の更新及び院内施設の改善を進めており、2014年3月よりB棟(2016年竣工)、5月にD棟が稼動、2016年8月にC棟が竣工した。

## 診療科
- 総合診療科
- 循環器内科
- 消化器内科
- 呼吸器内科
- 腎・高血圧内科
- 膠原病・リウマチ内科
- 血液内科
- 糖尿病・内分泌内科
- 脳神経内科
- メンタルクリニック
- 小児科・思春期科
- 食道・胃外科
- 大腸・肛門外科
- 肝・胆・膵外科
- 乳腺科
- 心臓血管外科
- 呼吸器外科
- 小児外科・小児泌尿生殖器外科
- 脳神経外科
- 整形外科・スポーツ診療科
- 形成外科
- 皮膚科
- 泌尿器科
- 眼科
- 耳鼻咽喉科・頭頸科
- 腫瘍内科
- 放射線科
- 産科・婦人科
- 救急科
- 麻酔科・ペインクリニック
- 臨床検査医学科
- 歯科・口腔外科
- 病理診断科
- リハビリテーション科
- 乳腺センター
- ハートセンター
- 救急プライマリケアセンター
- 東京都難病相談・支援センター
- 小児科・小児外科・周産期母子メディカルセンター（母子医育支援センター）
- がん治療センター
- 臨床研究・治験センター（GCPセンター）
- 認知症疾患医療センター
- てんかんセンター
- 緩和ケアセンター
- 女性低侵襲外科・リプロダクションセンター
- 足の疾患センター
- 遺伝相談外来

## 医療機関の指定等
- 保険医療機関
- 救急告示医療機関
- 休日・全夜間診療事業実施医療機関
- 労災保険指定医療機関
- 指定自立支援医療機関（更生医療・育成医療・精神通院医療）
- 身体障害者福祉法指定医の配置されている医療機関
- 精神保健指定医の配置されている医療機関
- 生活保護法指定医療機関
- 結核指定医療機関
- 指定養育医療機関（未熟児医療）
- 原子爆弾被害者一般疾病医療取扱医療機関
- 公害医療機関
- 母体保護法指定医師の配置されている医療機関
- 特定機能病院
- 災害拠点病院
- 臨床研修指定病院
- 臨床修練指定病院
- エイズ治療拠点病院
- 特定疾患治療研究事業委託医療機関
- DPC対象病院
- 小児慢性特定疾患治療研究事業委託医療機関
- 地域周産期母子医療センター
- 地域がん診療連携拠点病院
- 認知症疾患医療センター
- 東京都小児がん診療病院
- プロ野球・千葉ロッテマリーンズのメディカルサポート（2020年シーズンから）[2]

## 先進医療
次の先進医療を実施している。
- 硬膜外腔内視鏡による難治性腰下肢痛の治療
- 骨軟部腫瘍切除後骨欠損に対する自家液体窒素処理骨移植
- 多焦点眼内レンズを用いた水晶体再建術
- 腹腔鏡下子宮体がん根治手術
- ペメトロキセド静脈内投与及びシスプラチン静脈内投与の併用療法
- C型慢性肝炎（インターフェロン・リバビリン併用療法による効果が見込まれるものに限る）
- 術後のホルモン療法及びS-1内服投与の併用療法
- 慢性心不全に対する和温療法

## 院内付属施設
- 売店
  - ナチュラルローソン順天堂医院C棟店 (C棟B1階)
  - ローソン順天堂医院Ｂ棟店 (B棟1階)
- 理容室(ヘアサロンTSG) (6号館1階)
- 生花店(日比谷花壇 Hibiya-Kadan Style順天堂店) (1号館正面入口すぐ)
- レストラン ヒルトップ(山の上ホテル直営) (1号館1階)
- スターバックスコーヒー順天堂医院店 (1号館正面入口すぐ)
- レストラン グリーンテラスカフェ (D棟1階)
- みずほ銀行ATM(順天堂医院出張所) (1号館1階)
- ローソンATM(C棟B1階ローソン順天堂医院C棟店内、及びB棟1階ローソン順天堂医院B棟店内)

## 費用負担
- 予約料金が有料の「予約に基づく診察」（選定療養）がある。
- 初診時及び理由無く最終受診日より６ヶ月以上経った再診(再来初診)時は診療情報提供書(紹介状)がない場合、初診時選定療養費として8250円(税込み・自費)が別途かかる。
- クレジットカード（VISA・マスター）・デビットカードによる支払が可能。
- 2019年4月より、国内大学病院初となる医療費あと払いクレジットサービス（あとクレ）を開始。会計窓口へ立ち寄る必要がなく、帰宅後に支払いが出来る。

## 滝野川分院
1953年6月1日、当時の北区西ヶ原町889番地小峰病院（精神科病院）跡を借用して開設された。診療科は内科・精神科。院長は中島紀行（内科学）。しかし思うように業績が上がらず1958年9月30日に閉院。閉院後は改修して看護師宿舎・看護学生宿舎に使っていたが、後に返却している。

## 交通アクセス
- JR東日本中央線・東京メトロ丸ノ内線御茶ノ水駅から徒歩5分
- 東京メトロ丸ノ内線・都営地下鉄大江戸線本郷三丁目駅から徒歩7分
- 東京メトロ千代田線新御茶ノ水駅から徒歩7分
- 都営バス東43系統・茶51系統で順天堂病院下車

## 医療事故
岩手県在住の74歳の女性が、心不全を患い同医院に入院していたが、血圧を保つために注入していた強心剤の注入が断たれ、女性は低血圧によるショックから寝たきりとなった。看護師が点滴装置の電源をオフにしていたことが原因と見られている。

## 新生児取り違え事件
1967年、順天堂医院のミスで新生児を出産直後に取り違える事件が発生した。1974年に両親が血液検査から実子ではないことを確認し、順天堂医院に指摘を行ったが、順天堂医院は両親と血液型が異なる子供が生まれたのは母親が浮気したためと反論し、訴えを退けた。被害にあった家族は母親が浮気を疑われたことから崩壊し、取り違えられた子は親戚の間でたらい回しをされながら成長した。
2015年、被害にあった母親は、取り違えられた子供に対して実子ではないことを告げ、DNA検査により実の親子ではないことが確認された。
2016年4月、取り違えの被害にあった男性は、実の親の情報を提供することと賠償を求めて、順天堂医院と交渉を開始する。7回の交渉を行った結果、順天堂医院は事実認定と謝罪は行うが、実の親の情報提供はしない、賠償額は要求額から大幅に下げるという条件を提示し、それ以上は譲歩できないと合意を迫った。
合意後、順天堂大学からの被害者男性への謝罪はなかったため、被害者男性は報道機関に告発。2018年4月、順天堂医院は報道を受けたことで事件について公表せざるを得なくなったとし、この事件が事実であることを公式に認めたが、取り違え先の家庭への影響を考慮して、これ以上の追及を行わないように求めている。

## 特別室への受け入れ
過去には社会的に影響力のある患者も受け入れる特別病室があり、椎名悦三郎などの政治家らが入院したことがある。1976年にはロッキード事件の渦中にあった実業家の小佐野賢治が入院。病室には偽名の名札が掲げられて面会謝絶の措置が採られた。当時の差額ベッド代は日額4万円を超える額となっていた。